# Michelle Capes
Michelle Capes (Australia Occidental, 3 de octubre de 1966) es una exjugadora australiana de hockey sobre césped. Es hermana de la medallista olímpica Lee Capes.

## Trayectoria
Capes participó con la selección australiana en el Mundial de 1986. Tuvo su debut olímpico en los Juegos Olímpicos de Seúl 1988. En el torneo venció, en la final, a la selección anfitriona y obtuvo la primera medalla de oro para su selección. Fue subcampeona del Champions Trophy de Frankfurt en 1989, por detrás de Corea del Sur. En 1992 disputó los Juegos Olímpicos de Barcelona.